# Hermaeus Soter

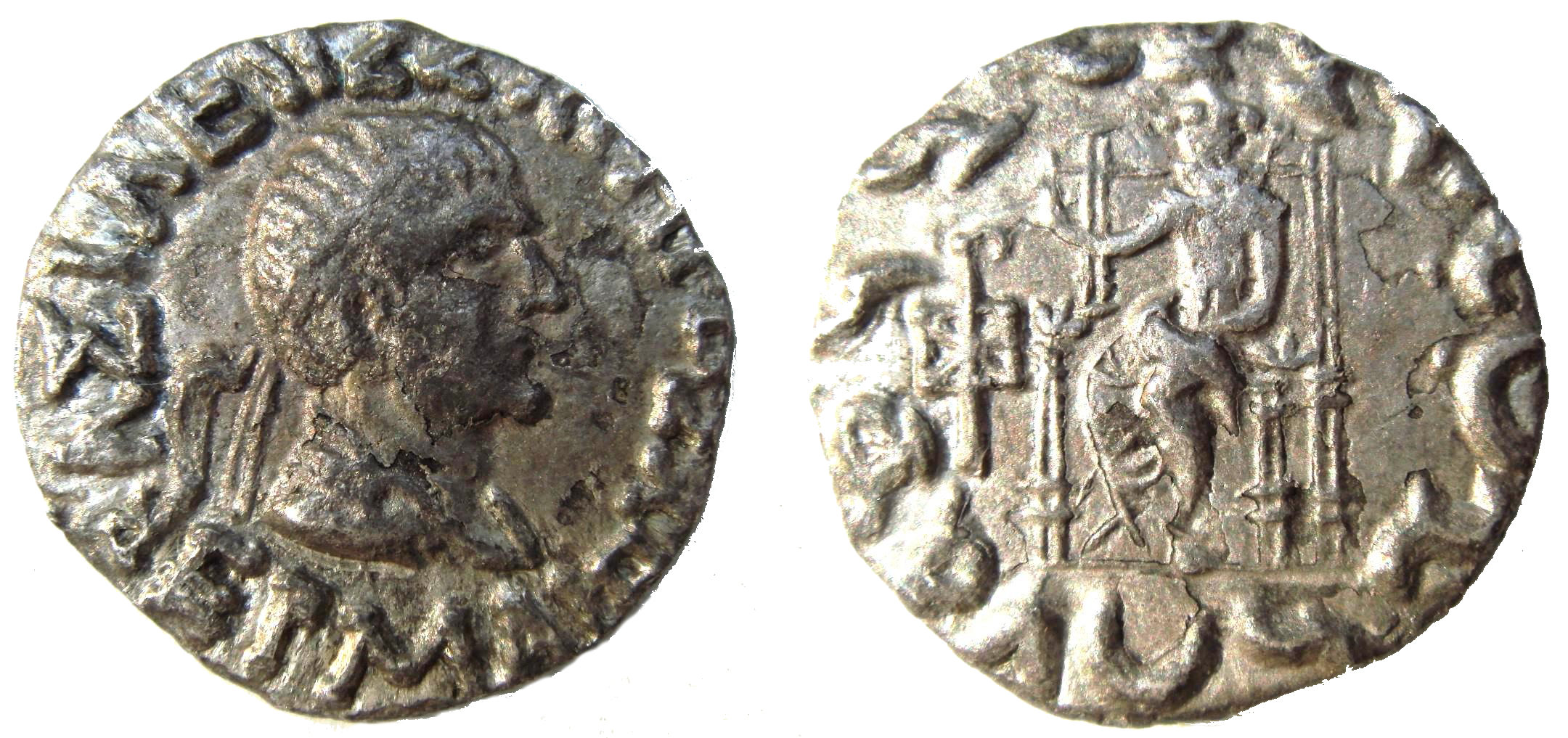
Koning Hermaeus.
Obv: Buste van Hermaeus met diadeem.
Rev: Zeus-Mithra gezeten op een troon, met scepter, een zegenend gebaar makend met de rechterhand. Monogram. Grieks BASILEOS SOTĒROS ERMAIOU "Van de Redder Koning Hermaeus.

Hermaeus Soter ("de Redder") was een westelijke Indo-Griekse koning van de Eucratiden-dynastie die over het gebied van de Paropamisade in de Hindoekoesj heerste, met als hoofdstad Alexandria van de Kaukasus bij het huidige Kabul, Afghanistan.
Osmund Bopearachchi dateert Hermaeus' bewind op ongeveer 90 - 70 v.Chr.. R C Senior geeft 95 - 80 maar geeft toe dat de latere datum van Bopearachchi juist kan zijn.
Hermaeus schijnt de opvolger van Philoxenus of Diomedes geweest te zijn, en zijn echtgenote Kalliope kan volgens Senior een dochter van Philoxenus geweest zijn. Te oordelen naar zijn munten was het bewind van Hermaeus lang en welvarend. Er kwam een einde aan toen rond 70 v.Chr. nomaden vanuit Baktrië het merendeel van het hellenistische koninkrijk in de Paropamisade in bezit namen. Volgens Bopearachchi waren deze nomaden de Yuezhi, de voorouders van de Kushans, terwijl Senior ze als Sakas beschouwt.
Na zijn dood werden munten met zijn beeltenis nog lang (tot rond 40 v.Chr.) in toenemend gebarbariseerde vorm geslagen door de nieuwe nomadenheersers. Rond die tijd hechtte de Kushanheerser Kujula Kadphises er duidelijk aan zichzelf op zijn munten met Hermaeus te associëren, Dit suggereert dat hij ofwel een nazaat van de Griekse koning was ofwel dat hij aanspraak op diens erfenis wilde maken. Hoe dat ook zij, de Yuezhi-Kushan bewaarden in ieder geval een nauwe culturele band met de Griekse nalatenschap tot in de derde eeuw na Chr. toe.

## Munten van Hermaeus

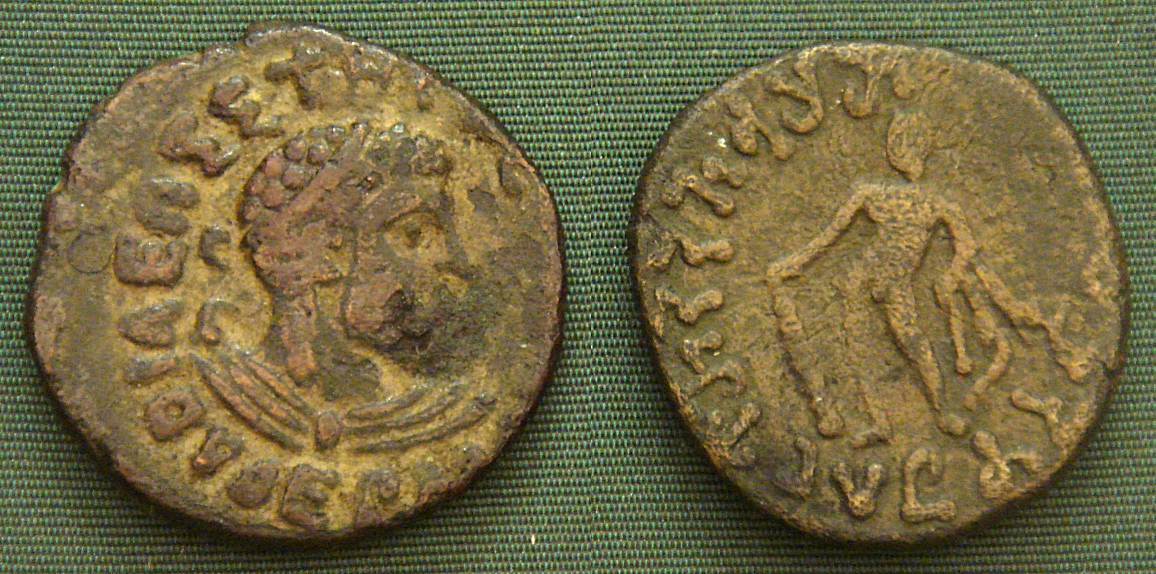
Munt van Kujula Kadphises afgeleid van die van Hermaeus Soter

Hermaeus sloeg Indische zilveren munten van drie types. Het eerste heeft een portret met een diadeem of soms een helm, met een zittende Zeus op de andere zijde die een zegenend gebaar maakt. Hermaeus gaf ook een zeldzame serie Attische zilveren tetradrachmes van dit type uit. Zij waren bedoeld voor de handel met Bactria.
Het tweede type laat Hermaeus zien samen met zijn koningin Kalliope. De keerzijde wijkt af van het traditionele formaat van Hermaeus. Het toont de koning op een steigerend paard. Dit motief is kenmerkend voor de Griekse koningen in de oostelijke Punjab zoals Hippostratos die zijn tijdgenoten waren. Er is gesuggereerd dat dit een huwelijksband tussen de beide koningshuizen voorstelt. De ruiter op de Hermaeusversie wordt echter wat anders weergegeven. Hij is voorzien van een Scythische boog.
De derde serie combineert de keerzijden van de eerste, zonder portret.
Hermaeus gaf ook bronzen munten met het hoofd van Zeus-Mithras en een steigerend paard op de keerzijde.

## Contacten met China
Een Chinese historische notitie van de Hanshu Chap. 96A zou wellicht met Hermaeus verband kunnen houden, hoewel dit sepculatief is en dat de notitie ook op de latere Saka koningen betrekking kan hebben. De kroniek vertelt hoe een koning -mogelijk Hermaeus- de steun ontving van de Chinezen tegen Indo-Scythische bezetters. Dit zou kunnen verklaren waarom het koninkrijk plotseling zo welvarend was, in tegenstelling tot de algemene neergang die de Indo-Griekse koninkrijken rond deze tijd treft. De Chinese kroniek zou echter de tijd van Hermaeus later plaatsen, met het eind van zijn bewind rond 40 v.Chr.